# Hohburg
Hohburg ist einer der 17 Ortsteile der Gemeinde Lossatal im Norden des sächsischen Landkreises Leipzig.

## Geografie

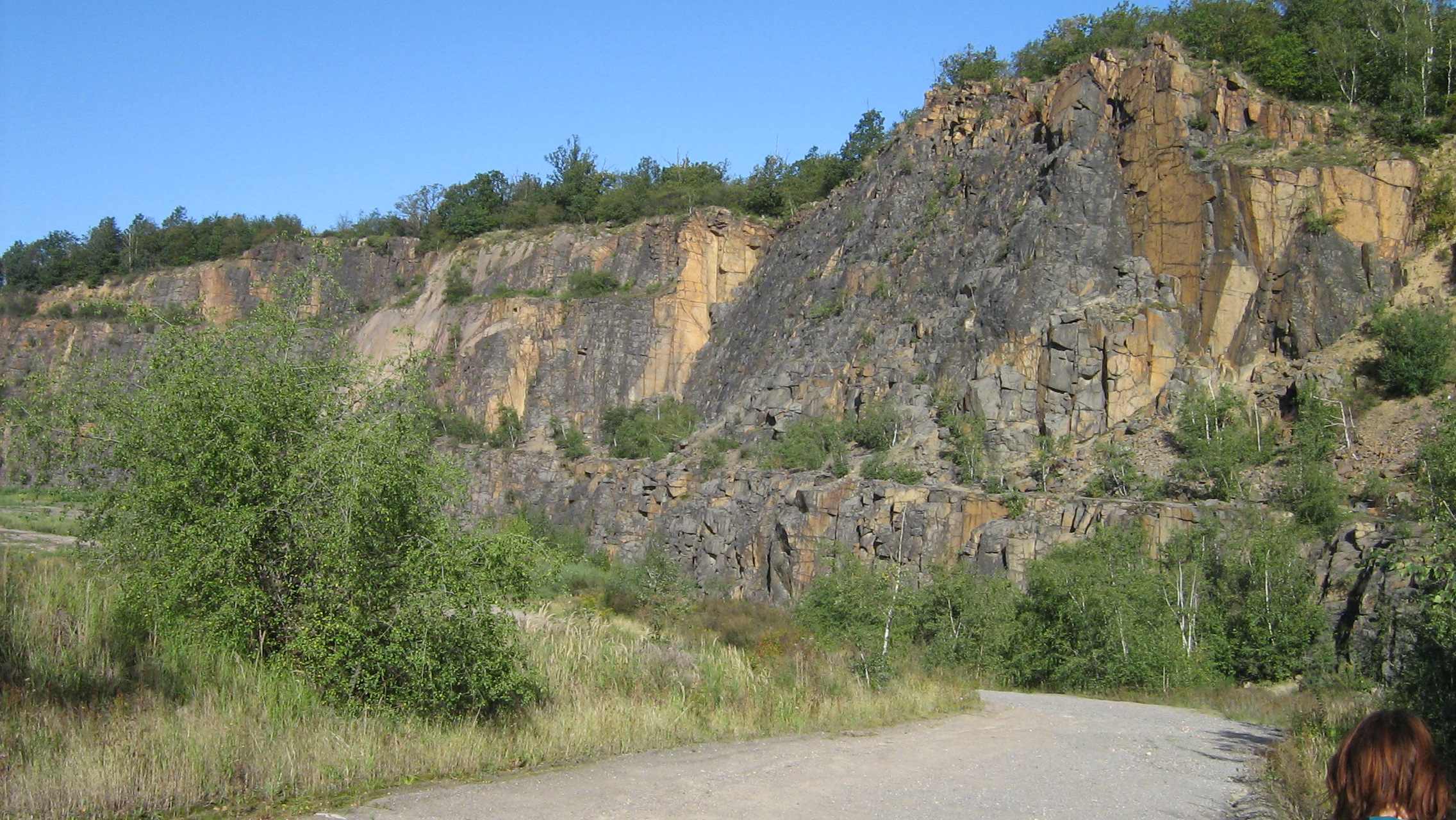
Steinbruch bei Böhlitz

Hohburg liegt etwa acht Kilometer nordöstlich von Wurzen und etwa fünfzehn Kilometer südöstlich von Eilenburg. Um den Ort Hohburg befinden sich die Hohburger Berge, auch Hohburger Schweiz genannt. Diese Quarzporphyr-Erhebungen ragen markant bis zu 120 Meter aus der umgebenden Ebene der Leipziger Tieflandsbucht heraus. Höchste Erhebung ist der Löbenberg mit 240 Meter ü. NN. gefolgt vom Gaudlitzberg (219 m ü. NN), Burzelberg (217 m ü. NN) und Galgenberg (213 m ü. NN). Südlich von Hohburg befindet sich der „Kleine Berg“ mit einer Erhebung von 206 Metern ü. NN. Im zwischen den Hohburger Bergen liegenden Tal, fließt der Lossabach durch die Losstaler Ortsteile Müglenz, Hohburg, Klein- und Großzschepa zur Mulde bei Thallwitz.
Südwestlich des Orts befindet sich der Kaolinsee. 
Der Bahnhof Zschepa-Hohburg lag an der Bahnstrecke Wurzen–Eilenburg.

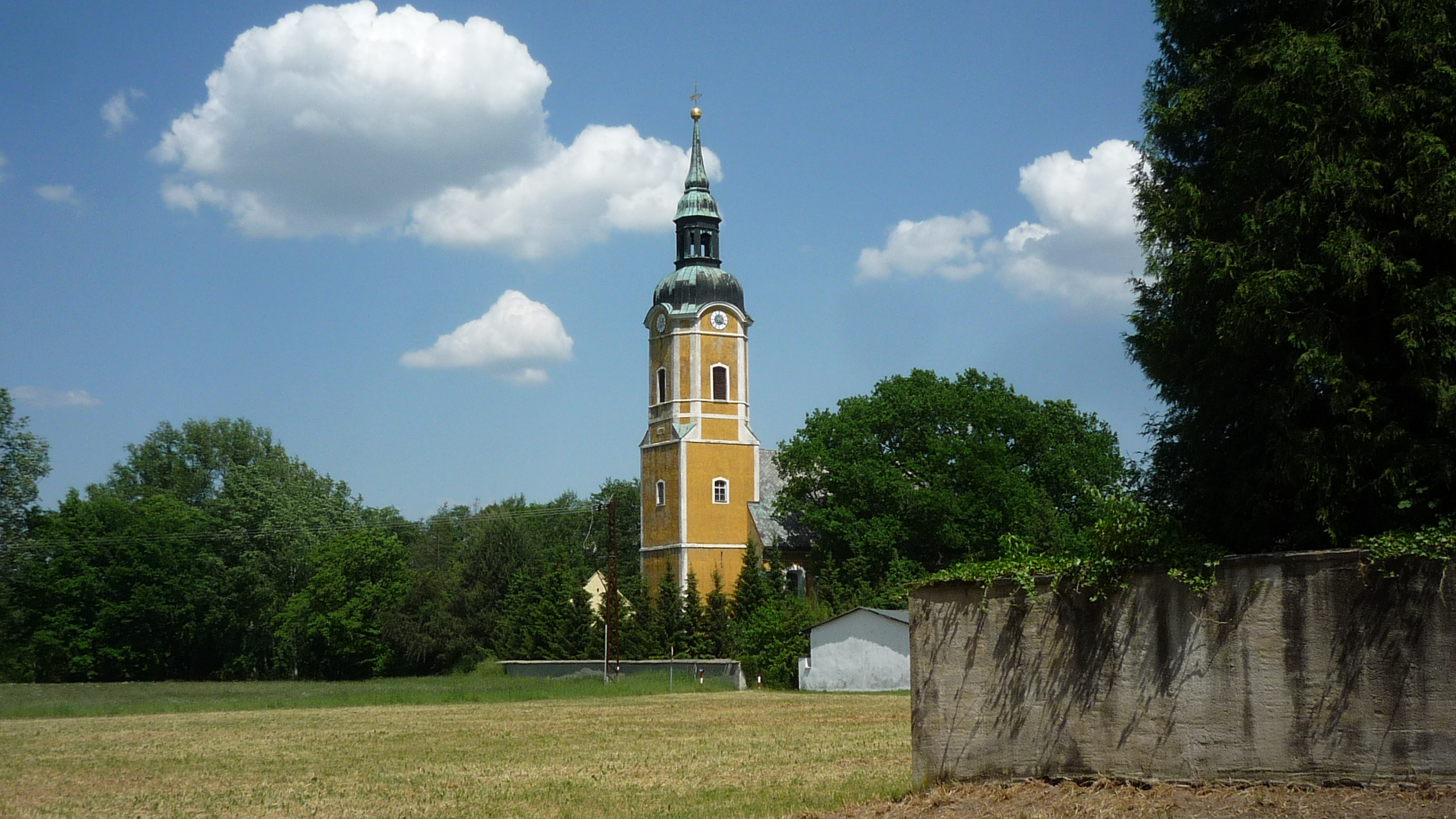
Barocker Turm der evangelisch-lutherischen Kirche in Müglenz

## Geschichte

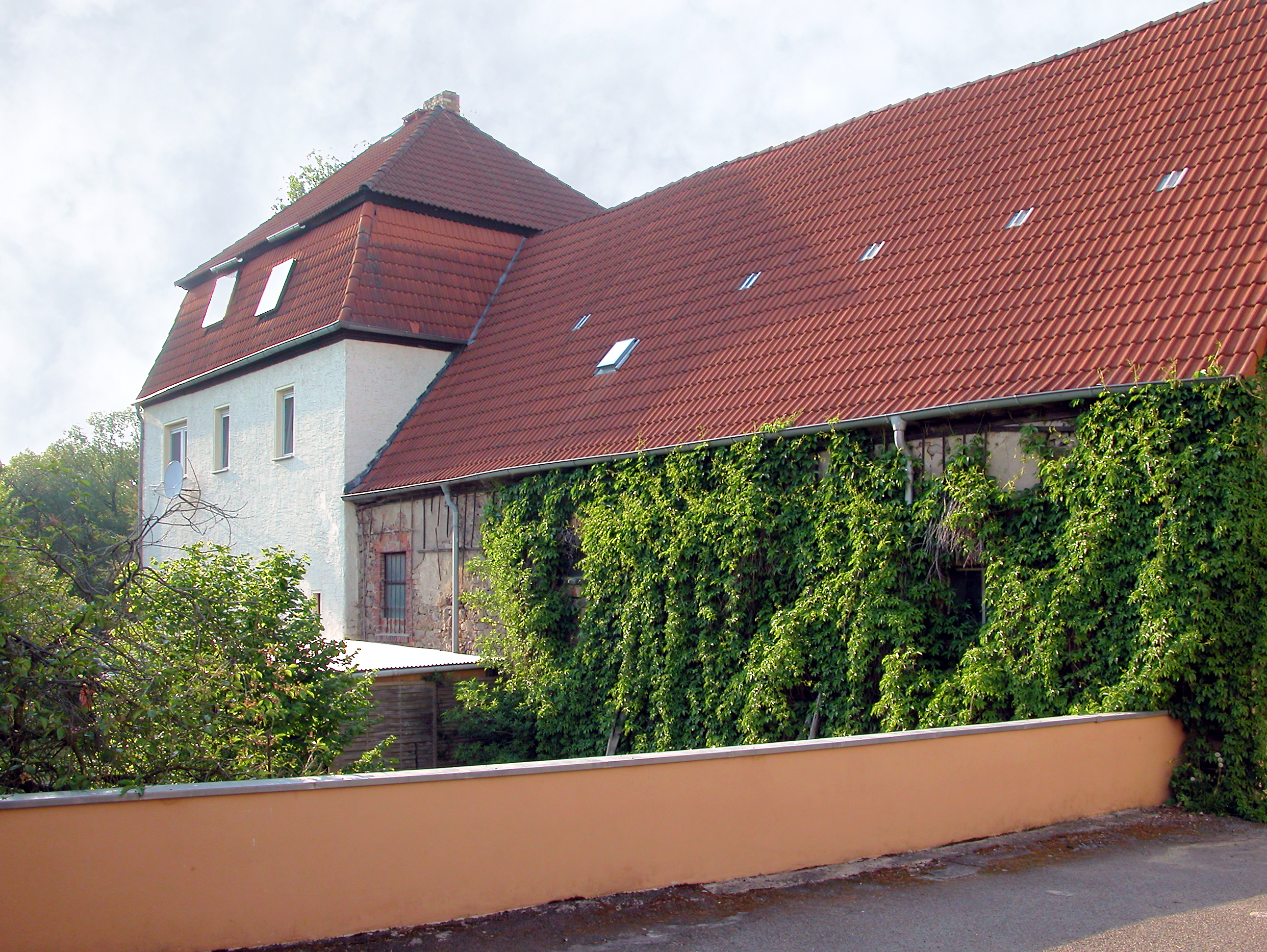

Die Besiedlungsgeschichte der Gegend reicht nachweislich bis in die Altsteinzeit zurück. Die La-Téne-zeitliche Burganlage auf dem Burzelberg war eine der ältesten Steinarchitekturen in Sachsen. 
Die Ortsteile Hohburg und Lüptitz werden im Jahr 1185 gemeinsam mit einem Tidericus de Hoberch erstmals erwähnt. Von 1198 bis 1495 ist von Hoberg, Hoberc, Hobergk zu lesen, 1539 Hoburgk, ab 1791 findet sich die heutige Schreibweise.
Die sächsischen Geologen Carl Friedrich Naumann und Bernhard von Cotta entwickelten um 1844 aus den am Kleinen Berg entdeckten Gletscherschliffen ihre Theorie der pleistozänen Inlandvereisung.
Hohburg war Herrensitz bzw. Rittergut bis 1875, dem auch die Grundherrschaft oblag. 
Ab 1590 unterstand die damalige Landgemeinde dem Amt Wurzen, 1875 kam Hohburg mit dem Ortsteil Kapsdorf zur Amtshauptmannschaft Grimma. Am 1. Juli 1950 wird Watzschwitz eingemeindet. Von 1952 bis 1994 gehört Hohburg zum Kreis Wurzen. 1961 wurde Kleinzschepa, 1972 Müglenz eingemeindet. Die Dörfer der drei Gemeinden Hohburg, Großzschepa und Lüptitz schlossen sich im Jahr 1993 zur Gemeinde Hohburg zusammen. Von 1994 bis 2008 war Hohburg Teil des Muldentalkreises.
Am 1. Januar 2012 wurde die bis dahin selbstständige Gemeinde Hohburg in die Gemeinde Lossatal eingegliedert. Die Gemeinde Hohburg pflegte eine Partnerschaft mit Bodelshausen im Landkreis Tübingen.
| Wahl                       | Bürgermeister | Vorschlag | Wahlergebnis (in %) |
| -------------------------- | ------------- | --------- | ------------------- |
| Auflösung (siehe Lossatal) |               |           |                     |
| 2008                       | Uwe Weigelt   | Weigelt   | 57,6                |
| 2001                       | Heinz Kummer  | FWVH      | 83,6                |

## Kultur und Sehenswürdigkeiten

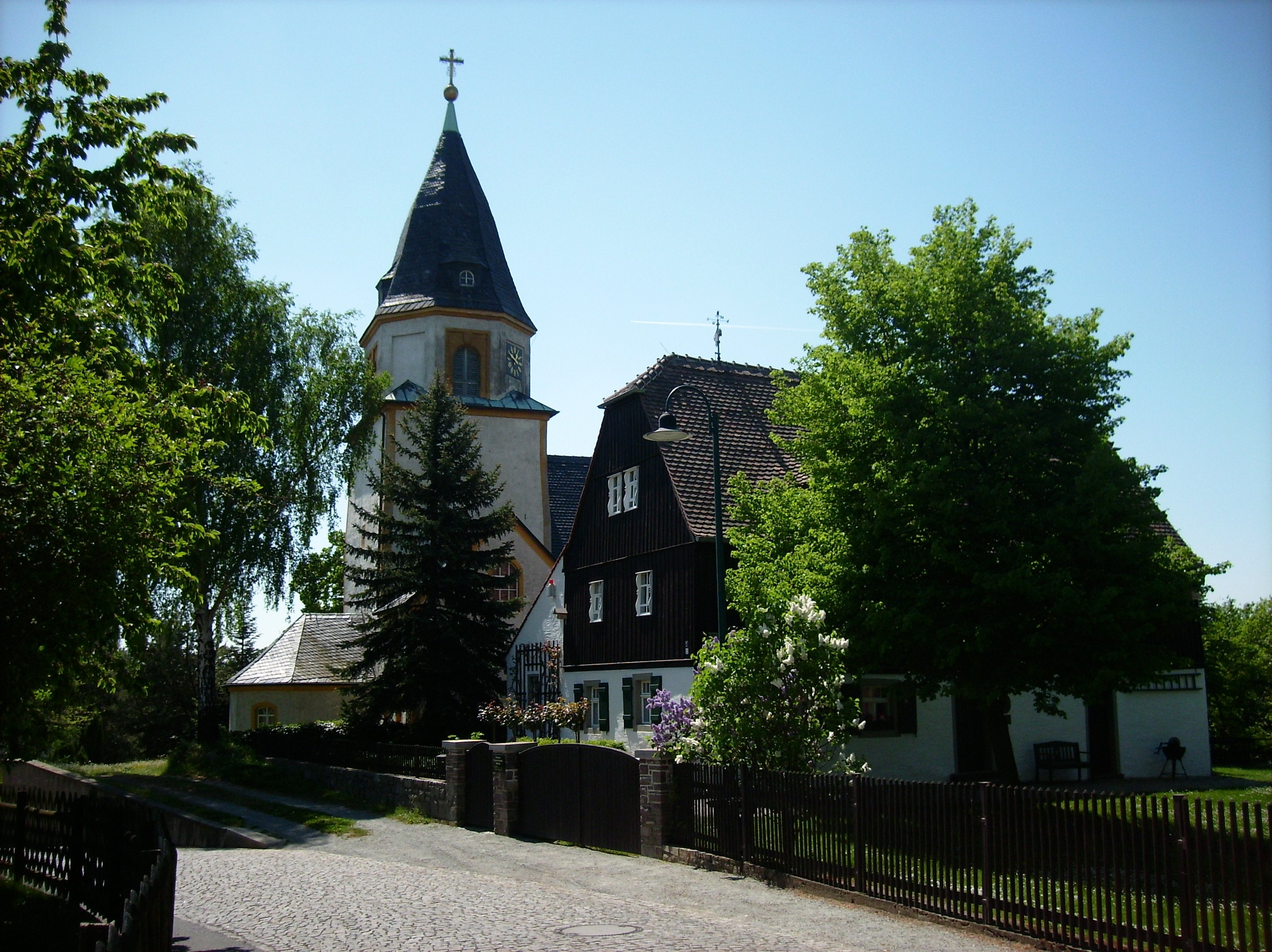
Kirche und Steinarbeiterhaus Hohburg

- ehemaliger Kaolintagebau (Badesee mit Liegewiesen und Wanderwegen)
- Hohburger Berge
- Wind- und Gletscherschliffe im Kleinen Berg
- Museum Steinarbeiterhaus

## Wirtschaft
Von 1901 bis 1965 wurde bei Hohburg Kaolin abgebaut. Im ehemaligen Fabrikgebäude wurde 1966 der VEB Mineralstoffgemische Hohburg installiert, welcher nach der Wende von Bergophor übernommen wurde. Noch heute werden Futtermittel für die Landwirtschaft hergestellt. Auch wird in den Hohburger Bergen Quarzporphyr abgebaut.

## Bildung
Hohburg hat eine Grundschule.

## Sport
Der Hohburger Sportverein 1990 e. V. bietet die Betätigungsfelder Fußball, Wintersport, Walking und Kegeln an. Die ehemaligen Steinbrüche in den Hohburger Bergen dienen schon seit den 1920er Jahren als Klettergebiet. Derzeit kann an über 250 Routen an den bis zu 40 Meter hohen Wänden geklettert werden. Eine weitere Möglichkeit sportlicher Betätigung: Getaucht werden kann in einem durch Quarzporphyrabbau entstandenen See nördlich von Hohburg.